# Ò
La Ò, en minúscula ò es una letra vocal de la escritura latina.
Se utiliza en catalán, emiliano-romagnol, lombardo, occitano, casubio, sardo, gaélico escocés, taos, vietnamita, criollo haitiano, noruego y galés. También aparece en italiano como una variante de o.

## Uso en varios idiomas

### Catalán
La o en sílaba aguda puede llevar dos acentos: abierto (obert) en algunas palabras como en arròs y cerrado  (tancat) más habitualmente como en perdó o planificació. En sílaba llana o esdrújula es más habtual el abierto, como en pròpia pero algunas palabras lo tienen cerrado como pólvora o córrer.

### Casubio
Ò es la 28ª letra del alfabeto casubio y representa /wɛ/.

### Vietnamita
En el alfabeto vietnamita ò es el tono huyền (tono descendente) de "o".

### Chino
En pinyin chino, ò es el tono yángqù (阳去, tono descendente) de "o".

### Galés
En galés, el acento grave se usa en o para denotar un sonido corto [ɔ] en una palabra que de otro modo se pronunciaría con un sonido largo [oː]: còd [kɔd] "bacalao" versus cod [koːd] "código".

### italiano
En italiano, el acento grave se usa sobre cualquier vocal para indicar el acento final de la palabra: Niccolò (equivalente de Nicolás y nombre de pila de Maquiavelo.
También se puede utilizar en las vocales no finales o y e para indicar que se hizo hincapié en la vocal y que es abierta : còrso, "corsa", frente a córso, "corrido", el participio pasado de "correre" . Ò representa la vocal semiabierta posterior redondeada /ɔ/ y È representa la vocal semiabierta anterior no redondeada /ɛ/.

### Emiliano-Romañol
En emiliano, ò se usa para representar [ɔː], por ejemplo, òs [ɔːs] "hueso". En romañol, se usa para representar [ɔ], p. ej. piò [pjɔ] "más".

### Noruego
Ò se puede encontrar en la palabra noruega òg, que es una ortografía alternativa de også, que significa "también". Esta palabra se encuentra tanto en Nynorsk como en Bokmål.

### Macedonio
En macedonio, ò se usa para diferenciar la palabra òд ("caminar") de la más común од (de). Tanto ò como о se pronuncian como [o] por lo que se trata de un acento diacrítico.

## Unicode
| Carácter                     | Ò                                 | Ò                                 | ò                               | ò                               |
| ---------------------------- | --------------------------------- | --------------------------------- | ------------------------------- | ------------------------------- |
| Unicode                      | LATIN CAPITAL LETTER O WITH GRAVE | LATIN CAPITAL LETTER O WITH GRAVE | LATIN SMALL LETTER O WITH GRAVE | LATIN SMALL LETTER O WITH GRAVE |
| Codificación                 | decimal                           | hex                               | decimal                         | hex                             |
| Unicode                      | 210                               | U+00D2                            | 242                             | U+00F2                          |
| UTF-8                        | 195 146                           | C3 92                             | 195 178                         | C3 B2                           |
| Ref. numérica                | &#210;                            | &#xD2;                            | &#242;                          | &#xF2;                          |
| Ref. entidad                 | &Ograve;                          | &Ograve;                          | &ograve;                        | &ograve;                        |
| ISO 8859-1, 3, 9, 14, 15, 16 | 210                               | D2                                | 242                             | F2                              |